# 27328 Pohlonski
27328 Pohlonski è un asteroide della fascia principale. Scoperto nel 2000, presenta un'orbita caratterizzata da un semiasse maggiore pari a 2,3395840 UA e da un'eccentricità di 0,0640923, inclinata di 5,46966° rispetto all'eclittica.